# 지바 로던

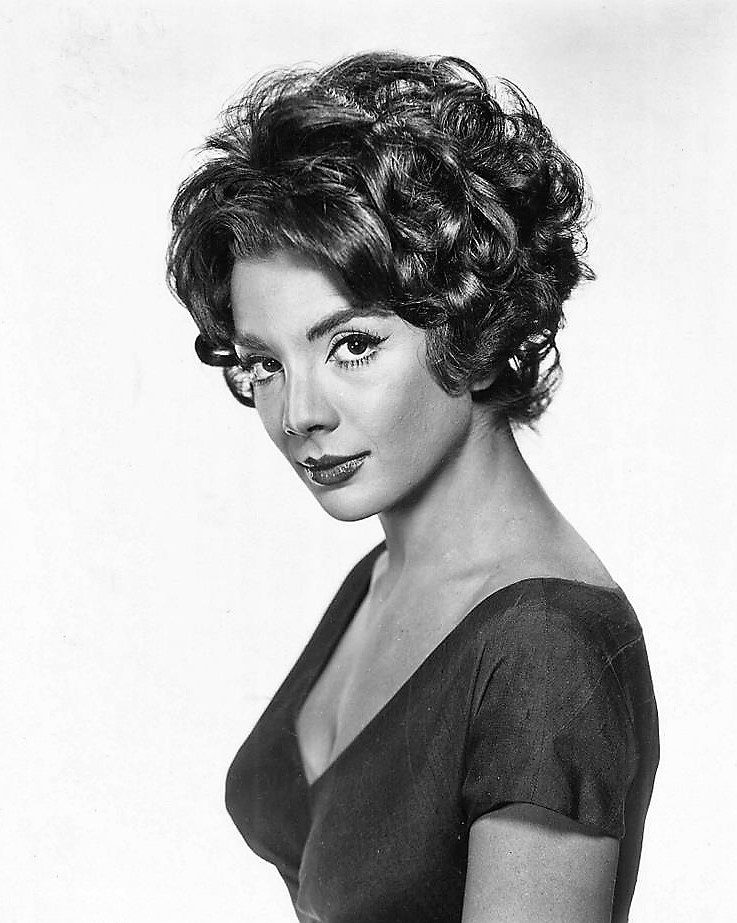

지바 로던(Ziva Rodann, 1933년 3월 2일 ~ )은 이스라엘의 배우, 영화배우, 연극 배우, 무언극이다.
하이파에서 태어났다.

## 영화
- 배트맨 - 66년 TV 시리즈 (1966년)
- 탈출 (1962년)
- 룻 이야기 (1960년)
- 건 힐의 결투 (1959년)
- 열정의 무대 (1958년)
- 커리지 오브 블랙 뷰티 (1957년)
- 40정의 총 (1957년)
- 틴에이지 인형 (1957년)